# (29981) 1999 TD10
(29981) 1999 TD10 – planetoida z grupy centaurów, obiegająca Słońce po orbicie o mimośrodzie 0,87, w czasie blisko 960 lat. Została odkryta 3 października 1999 roku w programie Spacewatch. Planetoida nie ma jeszcze nazwy własnej, a jedynie oznaczenie tymczasowe i numer.
Peryhelium tego obiektu wynosi 12,3 j.a., a aphelium 182,1 j.a. Okres obrotu tego ciała wokół własnej osi to około 15 godzin i 23 minuty.